# Krimgotische Sprache
Die krimgotische Sprache war eine germanische, möglicherweise ostgermanische, Sprache, die vermutlich ab dem 3. Jahrhundert auf der Krim von gotischen Gruppen gesprochen wurde. Die Quellenlage für das Krimgotische ist sehr dürftig, da von der Sprache lediglich Fragmente in der Form von etwa 100 überwiegend Einzelformen aus dem 16. Jahrhundert überliefert sind. Das Krimgotische starb spätestens im 17./18. Jahrhundert aus.

## Klassifikation
Die Einordnung des Krimgotischen in die germanische Sprachfamilie ist in der historischen Sprachwissenschaft kontrovers diskutiert. Es gibt einzelne Forscher, die das Krimgotische als westgermanische Sprache klassifizieren, so etwa Richard Loewe in seinem Werk Die Reste der Germanen am schwarzen Meere (1896). Ottar Grønvik vertritt in seiner Studie Die dialektgeographische Stellung des Krimgotischen und die krimgotische cantilena (1983) die These, dass das Krimgotische die Sprache eines ursprünglich westgermanischen Stammes gewesen sei, der im zweiten Jahrhundert in den ostgermanischen Wirkungsbereich gezogen sei und dessen Sprache damit die gleichen Sprachentwicklungen durchlaufen habe wie das Gotische.
Die meisten Forscher jedoch betrachten das Krimgotische als ostgermanische Sprache, womit es mit der gotischen Sprache verwandt ist, die die am besten dokumentierte ostgermanische Sprache ist, dank der im 4. Jahrhundert verfassten gotischen Bibelübersetzung, der Wulfilabibel, überliefert in Abschriften des 6. Jahrhunderts wie dem Codex Argenteus.
Wie eng das Krimgotische mit der gotischen Sprache der Wulfilabibel verwandt ist, ist Gegenstand sprachwissenschaftlicher Untersuchungen und ebenfalls umstritten. So bezeichnet der Philologe Piergiuseppe Scardigli das Krimgotische als ‚perigotico‘ (dt. ‚Perigotisch‘), während MacDonald Stearns das Krimgotische zwar für eine ostgermanische Sprache hält, aber zu viele Unterschiede zwischen dem Gotischen und Krimgotischen findet, so dass eine Abstammung des Krimgotischen vom Gotischen, wie man es in der Wulfilabibel findet, ausgeschlossen sei. Dennoch teilen das Gotische und Krimgotische ausreichend linguistische Eigenschaften, um sie beide als ostgermanische Sprachen zu klassifizieren, so Stearns. Ob die Ähnlichkeit allerdings von einer genetischen Verwandtschaft der beiden Sprachen herrühre oder ob durch einen Sprachkontakt sich die Dialekte miteinander vermischt haben, sei ungewiss.

## Geschichte
Germanen sind seit der zweiten Hälfte des dritten Jahrhunderts auf der Krim bezeugt; sie wurden von Historikern und Reisenden erwähnt und als „Goten“ bezeichnet. Die Krimgoten wurden im 4. Jahrhundert zum Christentum bekehrt. Berichte besagen, dass diese Goten eine germanische Sprache sprachen, aber nur ein Bericht (der des Edelmanns und Gesandten Ogier Ghislain de Busbecq aus dem 16. Jahrhundert) enthält tatsächliche Sprachbeispiele.
Der Bericht von Busbecq deutet darauf hin, dass im 16. Jahrhundert auf der Krim tatsächlich noch eine germanische Sprache durch die Krimgoten gesprochen wurde. Auch wenn der in Busbecqs Bericht genannte Krimgote seine Muttersprache verlernt hatte, so erwähnt Busbecq noch einen Krimgriechen mit Kenntnissen des Krimgotischen: ein Indiz, dass die krimgotische Sprache noch lebendig war und als Zweitsprache von kompetenten Sprechern gelernt werden konnte.
Im späten 17. Jahrhundert bereiste Engelbert Kaempfer (1651–1716) die Krim. Er schrieb: „In Asien findet man auf der Halbinsel Crimm oder in Chersonesus Tartarica noch viele deutsche Worte, und man giebt vor, daß sie eine gothische Colonie 850 Jahr nach der Sündfluth dahin gebracht habe. Der Herr von Busbeck, kaiserl. Gesandter am otshmannischen Hofe hat in seinem vierten Schreiben eine gute Anzahl dieser Worte aufgezeichnet, und ich habe mir noch mehr angemerkt.“
Im späten 18. Jahrhundert ereignete sich etwas, das wahrscheinlich zum Aussterben der krimgotischen Sprache beitrug: Zu dieser Zeit waren die Christen auf der Krim unter Bedrängnis und wandten sich an die russische Zarin Katharina II. mit einem Ersuchen um Schutz. Als sie die Erlaubnis erhielten, 1778 Gebiete am Asowschen Meer zu besiedeln, wanderten mehr als 31.000 Christen von der Krim aus. Es ist wahrscheinlich, dass unter den auswandernden Christen auch Krimgoten waren, die ihre Sprache mit sich nahmen. In der neuen Heimat dürfte die krimgotische Sprache nicht lange überlebt haben.
Um 1780 bereiste Stanisław Siestrzeńcewicz-Bohusz, Erzbischof von Mahiljou (Belarus), die Krim. Von ihm stammt das letzte überlieferte Zeugnis, dass auf der Krim möglicherweise noch eine germanische Sprache gesprochen wurde: Er berichtete unter anderem, er habe an der Südküste und bei Sewastopol „Tataren“ angetroffen, deren Sprache dem „Plattdeutschen“ ähnlich sei. Ob es sich dabei tatsächlich um das Krimgotische gehandelt hat, ist zwar unsicher, jedoch möglich, da die nach der Eingliederung der Krim in das Zarenreich 1783 angeworbenen deutschen Neusiedler vor allem aus Schwaben bzw. Süddeutschland kamen.
Stanisław Siestrzeńcewicz-Bohusz schreibt in seiner Ausgabe von 1824 seiner Geschichte Tauriens, dass die Goten, die er um 1780 noch angetroffen habe, verschwunden seien. Ähnlich berichtet der Gelehrte Peter Simon Pallas, der 1794 die Krim bereiste und keine Hinweise mehr auf krimgotische Sprecher noch auf krimgotische Ortsnamen finden konnte. Diese Zeugnisse lassen es plausibel scheinen, dass die krimgotische Sprache Ende des 18. Jahrhunderts ausgestorben ist. Nur einzelne heutige Historiker glauben, dass die krimgotische Sprache eventuell noch als Familiensprache überlebt hat und erst durch die Umsiedlung der Krimtataren durch die Russen nach dem Zweiten Weltkrieg endgültig erloschen ist.